# Seznam italijanskih kolesarjev
Seznam italijanskih kolesarjev.

## A
- Vittorio Adorni (1937)
- Edoardo Affini (1996)
- Eugenio Alafaci (1990)
- Davide Appollonio (1989)
- Moreno Argentin (1960)
- Fabio Aru (1990)

## B
- Alessandro Ballan (1979)
- Gino Bartali (1914-2000)
- Ivan Basso (1977)
- Enrico Battaglin (1989)
- Giovanni Battaglin (1951)
- Daniele Bennati (1980)
- Sofia Bertizzolo (1997)
- Paolo Bettini (1974)
- Alberto Bettiol (1993)
- Alfredo Binda (1902-1986)
- Manuele Boaro (1987)
- Nicola Boem (1989)
- Miran Bole (1987)
- Francesco Manuel Bongiorno (1990)
- Niccolò Bonifazio (1993)
- Matteo Bono (1983)
- Elisa Longo Borghini (1991)
- Ottavio Bottecchia (1894-1927)
- Gianluca Brambilla (1987)
- Gianni Bugno (1964)

## C
- Damiano Caruso (1987)
- Giampaolo Caruso (1980)
- Francesco Casagrande (1970)
- Michele Casagrande (1984)
- Mattia Cattaneo (1990)
- Francesco Chicchi (1980)
- Damiano Cima (1993)
- Davide Cimolai (1989)
- Mario Cipollini (1967)
- Sonny Colbrelli (1990)
- Valerio Conti (1993)
- Fausto Coppi (1919-1960)
- Damiano Cunego (1981)

## F
- Matteo Fabbro (1995)
- Alessandro Fancellu (2000)
- Elia Favilli (1989)
- Alessandro Fedeli (1996)
- Fabio Felline (1990)
- Roberto Ferrari (1983)
- Iuri Filosi (1990)
- Mauro Finetto (1985)
- Davide Formolo (1992)

## G
- Filippo Ganna (1996)
- Luigi Ganna (1883-1957)
- Oscar Gatto (1985)
- Mattia Gavazzi (1983)
- Felice Gimondi (1942-2019)
- Costante Girardengo (1893-1978)
- Ivan Gotti (1969)
- Learco Guerra (1902-1963)

## L
- Francesco Lasca (1988)
- Danilo Di Luca (1976)

## M
- Fiorenzo Magni (1920-2012)
- Alessandro De Marchi (1986)
- Adriano Malori (1988)
- Fausto Masnada (1993)
- Sacha Modolo (1987)
- Manuele Mori (1980)
- Massimiliano Mori (1974)
- Simone Mori (1972)
- Francesco Moser (1951)
- Moreno Moser (1990)
- Gianni Motta (1943)

## N
- Danilo Napolitano (1981)
- Pierpaolo De Negri (1986)
- Gastone Nencini (1930-1980)
- Vincenzo Nibali (1984)
- Giacomo Nizzolo (1989)
- Rinaldo Nocentini (1977)

## O
- Daniel Oss (1987)

## P
- Marco Pantani (1970-2004)
- Luca Paolini (1977)
- Adriano Passuello (1942)
- Matteo Pelucchi (1989)
- Alessandro Petacchi (1974)
- Andrea Piechele (1987)
- Stefano Pirazzi (1987)
- Domenico Pozzovivo (1982)
- Salvatore Puccio (1989)

## R
- Matteo Rabottini (1987)
- Davide Rebellin (1971-2022)
- Diego Rosa (1989)

## S
- Fabio Sabatini (1985)
- Paolo Simion (1992)
- Ivan Santaromita (1984)
- Giuseppe Saronni (1957)
- Kristian Sbaragli (1990)
- Michele Scarponi (1979-2017)
- Emanuele Sella (1981)
- Simone Stortoni (1985)

## T
- Andrea Tafi (1966)
- Vito Di Tano (1954)
- Paolo Tiralongo (1977)
- Matteo Trentin (1989)

## U
- Diego Ulissi (1989)
- Giorgio Ursi (1942-1982)

## V
- Andrea Vendrame (1994)
- Davide Villella (1991)
- Giovanni Visconti (1983)
- Elia Viviani (1989)
- Franco Vona (1964)